# Гвюдмюндюр Нёкквасон
Гвюдмюндюр Бальдвин Нёкквасон (исл. Guðmundur Baldvin Nökkvason; род. 27 апреля 2004, Рейкьявик) — исландский футболист, полузащитник шведского «Мьельбю».

## Клубная карьера
Нёкквасон родился в Рейкьявике, а детство провёл в его пригороде — Гардабайре, где и начал заниматься футболом в местном «Стьярнане». В клубе прошёл путь от детских и юношеский команд до основной, в составе которой дебютировал в чемпионате Исландии в игре с «Хабнарфьордюром», появившись на поле на 86-й минуте.
31 июля 2023 года перешёл в шведский «Мьельбю», с которым заключил контракт, рассчитанный на четыре с половиной года. Первую игру за новый клуб провёл 7 августа в чемпионате Швеции против «Варберга», появившись на поле в стартовом составе.

## Карьера в сборной
Выступал за юношескую сборную Исландии до 19 лет. В её составе принимал участие в юношеском чемпионате Европы, проходившем на Мальте. На турнире Нёкквасон принял участие в трёх матчах группового этапа, а сборная заняла третье место в группе и не вышла в плей-офф.
В августе 2023 года впервые получил вызов в молодёжную сборную Исландии.

## Клубная статистика
| Выступление      | Выступление      | Выступление      | Лига | Лига | Кубки | Кубки | Конт. кубки | Конт. кубки | Итого | Итого |
| Клуб             | Лига             | Сезон            | Игры | Голы | Игры  | Голы  | Игры        | Голы        | Игры  | Голы  |
| ---------------- | ---------------- | ---------------- | ---- | ---- | ----- | ----- | ----------- | ----------- | ----- | ----- |
| Стьярнан         | Избранная лига   | 2021             | 2    | 0    | 0     | 0     | 0           | 0           | 2     | 0     |
| Стьярнан         | Избранная лига   | 2022             | 19   | 3    | 0     | 0     | 0           | 0           | 19    | 3     |
| Стьярнан         | Избранная лига   | 2023             | 13   | 3    | 3     | 0     | 0           | 0           | 16    | 3     |
| Стьярнан         | Итого            | Итого            | 34   | 6    | 3     | 0     | 0           | 0           | 37    | 6     |
| Мьельбю          | Алльсвенскан     | 2023             | 4    | 0    | 1     | 0     | 0           | 0           | 5     | 0     |
| Мьельбю          | Итого            | Итого            | 4    | 0    | 1     | 0     | 0           | 0           | 5     | 0     |
| Всего за карьеру | Всего за карьеру | Всего за карьеру | 38   | 6    | 4     | 0     | 0           | 0           | 42    | 6     |